# Sambucus racemosa
Il sambuco rosso o sambuco racemoso (Sambucus racemosa L., 1753) è una pianta della famiglia delle Viburnaceae.

## Descrizione
Cresce ad un'altezza di circa 2–6 m. L'infiorescenza è a pannocchia dalla forma vagamente conica. I boccioli dei fiori sono di colore rosa quando sono chiusi, mentre una volta sbocciati i petali sono bianchi o giallastri. I fiori sono profumati e vengono impollinati da colibrì e farfalle.

## Distribuzione e habitat
Originaria dell'Europa, dell'Asia settentrionale e del Nord America, cresce generalmente in ambienti ripariali, boschi e in zone tendenzialmente umide.